# 長澤えりな
長澤 えりな（英文名：Erina Nagasawa、ながさわ えりな、1994年7月4日 - ）は、日本の元AV女優。
神奈川県出身。クルーズグループ所属。

## 略歴
2013年11月、アリスJAPAN専属女優としてAVデビュー。
2015年10月をもってAV女優から引退することをブログで発表した。

## 作品

### アダルトビデオ
2013年
- 真☆美少女 奇跡の処女（11月8日、アリスJAPAN）
- 真☆美少女の初体験フルコース（12月13日、アリスJAPAN）

2014年
- 真☆美少女のどっきりセックス（1月10日、アリスJAPAN）
- はじめての絶頂 長澤えりな（2月14日、アリスJAPAN）
- 出会って4秒で合体 長澤えりな（3月14日、アリスJAPAN）
- デカチン激ピストンSEX（4月11日、アリスJAPAN）
- 本能を呼び覚ます濃厚なる4つのSEX 長澤えりな（5月9日、アリスJAPAN）
- 妹のハミ尻がエロすぎて 長澤えりな（6月13日、アリスJAPAN）
- アリスJAPAN30周年記念 「フラッシュパラダイス」から「逆ソープ天国」まで歴代人気シリーズに全部出ちゃいまスペシャル! 長澤えりな（7月1日、アリスJAPAN）
- レイプ学園 文化祭ストリップショー 長澤えりな（8月8日、アリスJAPAN）
- えりなとの身がもたない新婚生活（9月12日、アリスJAPAN）
- 超!!ハズかC失禁 長澤えりな（10月10日、アリスJAPAN）
- 映画館痴漢 長澤えりな（11月14日、アリスJAPAN）
- オンリー騎乗位 長澤えりな（12月12日、アリスJAPAN）

2015年
- 3回射精したら無料になる風俗店 in 長澤えりな（1月9日、アリスJAPAN）
- 愛情フェラチオごっくんSEX 長澤えりな（2月13日、アリスJAPAN）
- 生姦!真性中出し（3月13日、アリスJAPAN）
- レイプ狂い 長澤えりな（4月10日、アリスJAPAN）
- ひたすら快楽だけを求めあう愛のないセックス（5月8日、アリスJAPAN）
- 完全主観でレイプされる長澤えりな（6月12日、アリスJAPAN）
- 女教師輪姦レイプ（7月10日、アリスJAPAN）
- 出会って4秒で合体してから抜かずの14発中出し（8月14日、アリスJAPAN）
- チ○ポ付き物件に住む美人姉妹（9月11日、アリスJAPAN） - 共演：長瀬麻美
- 電撃引退（10月13日、アリスJAPAN）

### CD
- センチメンタル・ジャーニー（2015年5月13日、SEXY-J）

### 写真集
- 長澤えりな写真集 「Pure」（双葉社、2015年5月29日）撮影：西條彰仁 ISBN 978-4-575-30887-7

## 出演

### テレビ
- 志村&鶴瓶のあぶない交遊録（2014年・2015年・2016年1月2日、テレビ朝日）
  - 英語禁止ボウリング メイクさん・サッカーボール・犬